# Daniel Olbrychski
Daniel Marcel Olbrychski (n. 27 de febrero de 1945, Łowicz) es un actor de cine polaco que ha desarrollado una extensa carrera artística. Es conocido principalmente por sus papeles protagónicos en películas dirigidas por Andrzej Wajda.

## Actividad profesional

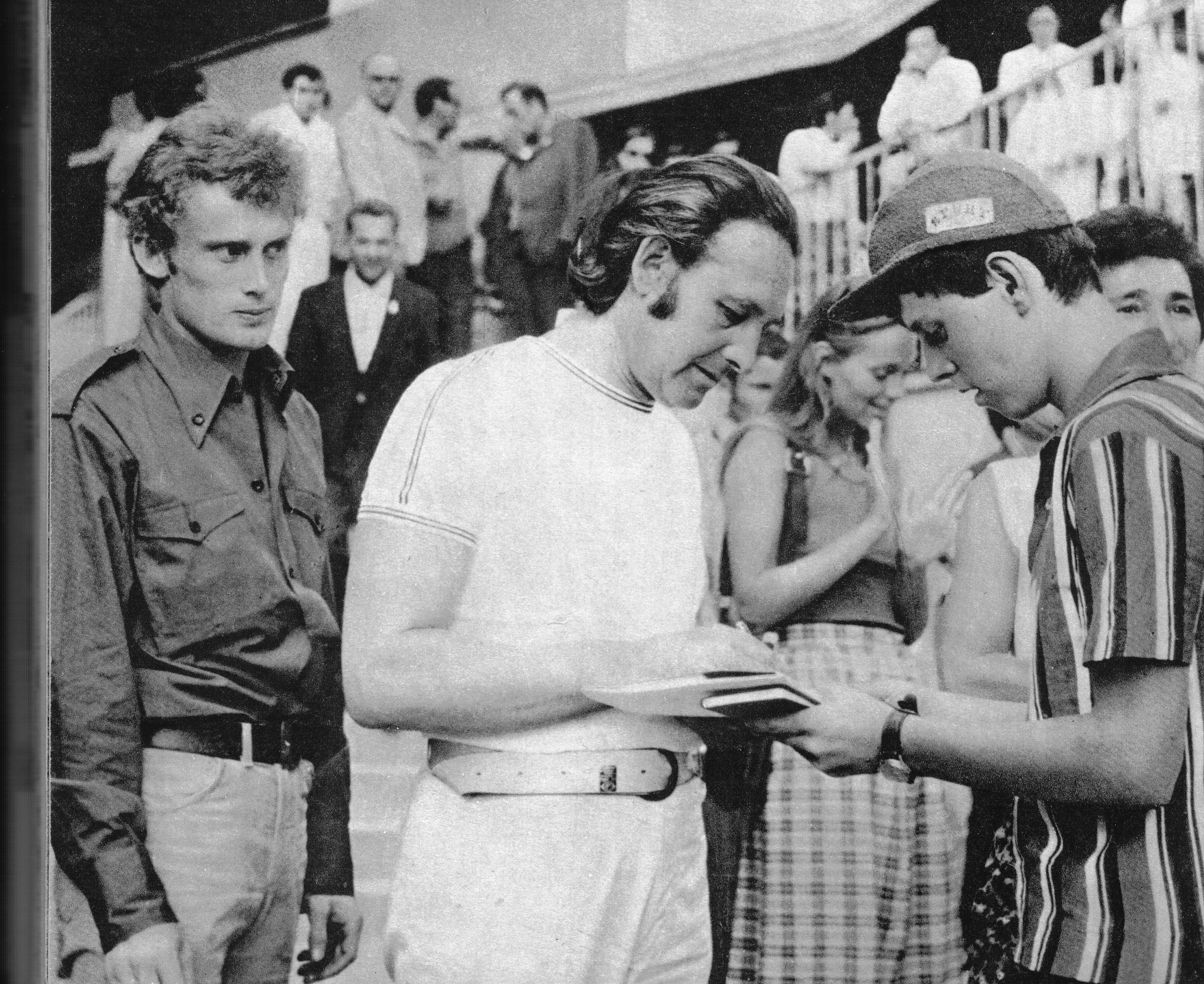
Daniel Olbrychski y Andrzej Wajda en el festival de cine Lubuskie Lato Filmowe. Finales de los años 60 o principios de los 70.

Ingresó en la Escuela Nacional de Teatro pero nunca completó sus estudios. En 1963 ya comenzó a actuar en cine al que arribó con su aureola de misterio, su estampa atlética y su rara fuerza interior bajo un rostro adolescente. Bajo la dirección de Andrzej Wajda interpretó el papel del también actor polaco Zbigniew Cybulski – protagonista del filme Cenizas y diamantes, basada en la novela homónima de Jerzy Andrzejewski - que había muerto en un accidente, en la película que narra la historia del mismo. Sus personalidades diferían: Cybulski era visceral y expansivo en tanto a Olbrychski se lo ve austero y enigmático. 
Otras actuaciones a destacar se produjeron en el filme El tambor de hojalata, película de Volker Schlöndorff  basada en el libro homónimo del ganador del Premio Nobel de Literatura 1999, el alemán Günter Grass, y también su pequeño papel en La insoportable levedad del ser.
Cabe recordar asimismo su participación en Caza de moscas, Las señoritas de Wilko, El bosque de los abedules, La boda (todas dirigidas por Wajda); Vida familiar (dirigida por Krzysztof Zanussi), Los unos y los otros (encarnando al director de orquesta, en el exitoso filme de Claude Lelouch), Rosa Luxemburgo (dirigida por Margarethe von Trotta), El barbero de Siberia (dirigida por Nikita Mijalkov) y en un episodio del Decálogo, de Krzysztof Kieślowski. 
Olbrychski es conocido por su habilidad para cabalgar y en el manejo del sable, y protagoniza personalmente la mayoría de las escenas de acción que correspondan a su papel.
De su pareja Monika Dzienisiewicz-Olbrychska nació el actor Rafal Olbrychski, y ha tenido otro hijo con la actriz alemana Barbara Sukowa.

## Premios
En 1986 fue galardonado en Francia con la Legion de Honor y en 2007 recibió el premio Stanislavsky en el Festival de Cine de Moscú por su trayectoria como actor y su devoción a los principios de la escuela de ese gran estudioso del teatro.

## Filmografía
Nótese que algunas películas y series televisivas llevan el mismo título, pero no son las mismas producciones.
- 2011: 1920 Bitwa Warszawska (1920 La batalla de Varsovia). En el papel de Józef Piłsudski.
- 2011: Wintervater (posproducción). En el papel del Comisario.
- 2010: Salt. En el papel del desertor ruso Oleg Vasilyevich Orlov. Dirección: Phillip Noyce.
- 2010: Oda az igazság.
- 2010: Legenda o Lietajúcom Cypriánovi.
- 2009: Rewizyta. En el papel de Wit.
- 2009: El mal menor (Mniejsze zło). En el papel de partisano del Ejército Nacional (AK). Película inspirada en la novela Todo el tiempo, de Janusz Anderman. Dirección: Janusz Morgenstern.
- 2009: Taras Bulba  .... Krasnevsky
- 2009: Idealny facet dla mojej dziewczyny .... Dr. Gebauer
- 2008: Un homme et son chien .... taxista polaco
- 2005: Persona non grata. En el papel de Viceministro de Relaciones Exteriores de Polonia. Dirección: Krzysztof Zanussi.
- 2005: El secreto de Anthony Zimmer .... Nassaiev
- 2005: Turetskiy gambit .... McLaughlin
- 2003: Nitschewo . En el papel de Frank.
- 2003:  Antiguo relato. De cuando el Sol era un dios (Stara baśń. Kiedy słońce było bogiem). En el papel de Piastun. Adaptación fílmica de la novela homónima de Józef Ignacy Kraszewski. Dirección: Jerzy Hoffman.
- 2002: La venganza (Zemsta). En el papel de Dyndalski. Adaptación fílmica de la comedia homónima de Aleksander Fredro. Dirección: Andrzej Wajda.
- 2002: Gebürtig. En el papel de Konrad Sachs. Adaptación fílmica de la novela homónima de Robert Schindel, quien dirigió la película.
- 2001: EL brujo (Wiedzmin). En el papel de Filavandrel, rey de los elfos. Adaptación fílmica de la novela homónima de Andrzej Sapkowski. Dirección: Marek Brodzki.
- 2001: El inicio de la primavera (Przedwiosnie). En el papel de Szymon Gajowiec. Adaptación fílmica de la novela homónima de Stefan Żeromski. Dirección: Filip Bajon.
- 1999: Pan Tadeusz. En el papel de Gerwazy. Adaptación fílmica del poema homónimo de Adam Mickiewicz. Dirección: Andrzej Wajda.
- 1998: El barbero de Siberia (Cyrulik syberyjski). En el papel de Kopnovsky. Dirección: Nikita Mijalkov.
- 1995: El maestro Twardowski. En el papel de Jan Michał Twardowski. Adaptación fílmica de la novela homónima de Józef Ignacy Kraszewski. Dirección: Krzysztof Gradowski.
- 1987: La insoportable levedad del ser. En el papel de un funcionario del Ministerio del Interior. Adaptación fílmica de la novela homónima de Milan Kundera. Dirección: Philip Kaufman
- 1984: La diagonale du fou, de Richard Dembo, interpretando a un asesor del campeón soviético de ajedrez que, a la vez, es agente del régimen.
- 1981: Les Uns et les Autres. En el papel de Karl Kremer. Dirección: Claude Lelouch.
- 1980: El caballero andante (Rycerz). En el papel del Caballero hierofante. Dirección: Lech Majewski.
- 1979: El tambor de hojalata. En el papel de Jan Bronski. Adaptación fílmica de la novela homónima de Gunter Grass. Dirección: Volker Schendorff.
- 1979: Las señoritas de Wilko (Panny z Wilka). En el papel de Wiktor Ruben. Adaptación fílmica del relato homónimo de Jarosław Iwaszkiewicz.  Dirección: Andrzej Wajda.
- 1975: La tierra de la gran promesa (Ziemia obiecana). En el papel de Karol Borowiecki. Adaptación fílmica de la novela homónima de Władysław Reymont. Dirección: Andrzej Wajda.
- 1974: El diluvio. En el papel de Andrzej Kmicic. Adaptación fílmica de la novela homónima de Henryk Sienkiewicz. Dirección: Jerzy Hoffman.
- 1973: La boda (Wesele). En el papel de Lucjan Rydel, el novio. Adaptación fílmica del drama homónimo de Stanisław Wyspiański. Dirección: Andrzej Wajda.
- 1971: Pilatos y los otros (Piłat i inni). En el papel de Mateo el Levita. Película inspirada en un fragmento de la novela El maestro y Margarita de Mijaíl Bulgákov. Dirección: Andrzej Wajda.
- 1970: Paisaje después de la batalla (Krajobraz po bitwie). En el papel de Tadeusz. Dirección: Andrzej Wajda
- 1970: Vida familiar (Życie rodzinne). En el papel de Wit. Dirección: Krzysztof Zanussi.
- 1969: Coronel Wolodyjowski (Pan Wołodyjowski). En el papel de Azja Tuhajbejowicz. Adaptación fílmica de la novela homónima de Henryk Sienkiewicz. Dirección: Jerzy Hoffman.
- 1965: Cenizas (Popioły). Adaptación fílmica de la novela homónima de Stefan Żeromski. Dirección: Andrzej Wajda.
- 1965: Luego llegará el silencio (Potem nastąpi cisza). Stefan Żbik Olewicz. Adaptación fílmica de dos novelas de Zbigniew Safjan, Luego llegará el silencio y Antes de que hablen. Dirección: Janusz Morgenstern.

## Televisión
Nótese que algunas películas y series televisivas llevan el mismo título, pero no son las mismas producciones.
- Czas honoru" .... 'Doctor' / ... (8 episodios, 2009)
  - Przerwana depesza
  - Strzaly na pawiaku
  - Slad na fotografii
  - Wojna i milosc
  - Mocne papiery
- Naznaczony" .... Trener Jacek Malec (1 episodio, 2009)
- 10. "Niania" .... Witold Nowacki (1 episodio, 2009)
- Kryptonim Gracz (2008) .... Romuald Zajkowski
- 2007. Las dos caras de la medalla (Dwie strony medalu). En el papel de Toni (102 episodios).
- 2007. Mañana vamos al cine (Jutro idziemy do kina). En el papel del propietario del coche.
- Fala zbrodni" .... Jan Olbrych (14 episodios, 2006-2007)
- Kryminalni" .... Krzysztof Brodecki (2 episodios, 2006)
  - Pozdrowienia z Hamburga
  - W potrzasku
- 2002. El inicio de la primavera (Przedwiośnie). En el papel de Szymon Gajowiec, cuidante de Baryka (episodios 3 i 6).